# Seleção Russa de Basquetebol
A Seleção Russa de Basquetebol representa a Rússia em competições internacionais de Basquetebol, sendo filiado a FIBA Europa e atualmente se encontra na 12ª colocação no ranking da FIBA.

## Medalhas
- Jogos Olímpicos
  -  Bronze (1): 2012

- Campeonato Mundial
  -  Prata (2): 1994 e 1998

- EuroBasket
  -  Ouro (1): 2007
  -  Prata (1): 1993
  -  Bronze (2): 1997 e 2011

## Elenco Atual
| Seleção Russa - EuroBasket 2013 | Seleção Russa - EuroBasket 2013 | Seleção Russa - EuroBasket 2013 | Seleção Russa - EuroBasket 2013 | Seleção Russa - EuroBasket 2013 | Seleção Russa - EuroBasket 2013 |
| #                               | Pos.                            | Nome                            | Altura                          | Nasc.                           | Clube                           |
| ------------------------------- | ------------------------------- | ------------------------------- | ------------------------------- | ------------------------------- | ------------------------------- |
| 4                               | A                               | Sergey Karasev                  | 2,03m                           | 26/10/1993                      | Cleveland Cavaliers             |
| 5                               | P                               | Dmitry Sokolov                  | 2,14m                           | 21/01/1985                      | UNICS Kazan                     |
| 6                               | AP                              | Evgeny Valiev                   | 2,05m                           | 03/04/1990                      | Triumph                         |
| 7                               | AR                              | Vitaly Fridzon                  | 1,95m                           | 14/10/1985                      | CSKA Moscovo                    |
| 8                               | AR                              | Evgeny Voronov                  | 1,94m                           | 07/05/1986                      | CSKA Moscovo                    |
| 9                               | AR                              | Dmitry Kulagin                  | 1,97m                           | 01/07/1992                      | Krasnye Krylia                  |
| 10                              | AR                              | Alexey Shved                    | 1,98m                           | 16/12/1988                      | Minnesota Timberwolves          |
| 11                              | AP                              | Semyon Antonov                  | 2,02m                           | 18/07/1989                      | Nizhny Novgorod                 |
| 12                              | A                               | Sergei Monia                    | 2,02m                           | 15/04/1983                      | BC Khimki                       |
| 13                              | AR                              | Dmitri Khvostov                 | 1,90m                           | 21/08/1989                      | Nizhny Novgorod                 |
| 14                              | P                               | Aleksey Savrasenko              | 2,15m                           | 28/02/1979                      | Lokomotiv Kuban                 |
| 15                              | A                               | Anton Ponkrashov                | 2,00m                           | 23/04/1986                      | Krasnye Krylia                  |
|                                 |                                 |                                 |                                 | técnico:                        | Vasily Karasev                  |